# 김산하 (e스포츠인)
김산하(1993년 9월 14일 ~ )는 대한민국의 전직 리그 오브 레전드 프로게이머이다. 프로게임단 지도자로도 활동했다. 선수 시절 포지션은 AD 캐리·정글라이너·서포터였으며 아이디는 Sickness(시크니스)였다. 현재 DWG KIA 아카데미팀의 코치를 맡고 있다.

## 선수 시절
2015년 3월, 아마추어팀인 드림에서 선수 생활을 시작했다.
2015년 4월, 파토스에 입단했다. 입단 후 탑 라이너에서 정글러로 포지션을 변경했다. 이후 서포터로 포지션을 변경했다.

## 지도자 생활
2015년 10월, CTU 파토스의 코치로 부임했다.
2016년 3월, 팀 포지의 코치에 부임했다. 2016년 8월, 팀에서 퇴단했다.
2017년 3월, 전남과학대학교의 아마추어 팀 코치로 부임했다.
2018년 2월, 팀 포지의 코치로 부임했다.
2019시즌을 앞두고 버닝 코어의 감독으로 부임했다.
2019년 4월, APK 프린스의 코치로 부임했다.
2020년 2월, DWG KIA의 아카데미팀 코치로 부임했다.

## 수상 내역

### 지도자
- PG 내셔널스 서머 2018 준우승
- 리그 오브 레전드 챌린저스 코리아 서머 2019 준우승